# Yarımburgaz, Küçükçekmece
Yarımburgaz là một xã thuộc huyện Küçükçekmece, tỉnh Istanbul, Thổ Nhĩ Kỳ.